# 寶寧路
寶寧路（英語：Po Ning Road）是位於香港新界西貢區將軍澳新市鎮的一條道路，由西端的寶琳北路和寶順路交界迴旋處起，至東端的昭信路迴旋處止，全長約1公里，屬於新市鎮內早期落成的道路。
將軍澳被發展為新市鎮前，坑口有一個名叫鴨仔灣的海灣，分別有坑口道和影業路連接清水灣道以及鴨仔灣東、西兩岸，其中影業路可通往將軍澳魷魚灣。鴨仔灣和魷魚灣先後被填平，在陸地上興建新路，當年可通往魷魚灣的影業路便被新市鎮的寶琳北路和寶寧路取代。另外，介乎影業路和田洲路一段寶寧路，大約是當年鴨仔灣（鴨仔山）「鴨頭」的位置，把海灣東、西兩岸的影業路和坑口道（現為田洲路）連接。

## 交匯道路
- 寶琳北路
- 寶順路
- 影業路
- 常寧路
- 寶寧里
- 坑口道
- 昭信路
- 田洲路

### 寶寧里
由寶寧路分支出來，全長不足100米，道路盡頭是迴旋處，可通往富寧花園後閘及將軍澳醫院正門與急症室。

## 沿線建築物
- 坑口（北）巴士總站
- 將軍澳醫院
- 寶寧路健康中心
- 西貢將軍澳政府綜合大樓
- 培成花園
- 富寧花園
- 裕明苑
- 厚德邨
- 明德邨

## 外部連結
- 將軍澳第44區綜合大樓設計方案 （页面存档备份，存于）